# Фурнье-Сарловез, Франсуа Луи
Франсуа Луи Фурнье (фр. François Louis Fournier; 1773—1827) — французский военный деятель, дивизионный генерал (1812 год), барон (1808 год), участник революционных и наполеоновских войн.

## Биография
Родился в семье трактирщика Жана Фурнье и его супруги Мари-Анны Борн. Получил хорошее образование под руководством монахов монастыря Сен-Годен, затем служил писарем у судебного исполнителя, но вскоре вынужден был покинуть родной город вследствие скандала, вызванного любовной связью с замужней женщиной. Перебрался в Париж, где в конце 1791 года поступил на военную службу в Конституционную гвардию Короля, в январе 1792 года переведён в 9-й драгунский полк. Служил в Альпийской армии, во время федералистского восстания в Лионе был арестован за якобинские взгляды, но сумел бежать и принял участие в осаде Тулона, 12 сентября 1793 года произведён в командиры эскадрона 16-го конно-егерского полка, сражался при Флёрюсе. Отличался крайней недисциплинированностью и 24 ноября 1794 года был разжалован за мошенничество и самовольный уход из части. 17 мая 1795 года восстановлен на службе, 18 августа 1797 года стал адъютантом генерала Ожеро, 17 октября 1797 года произведён в полковники, и получил под своё начало отряд гидов Германской армии. 28 апреля 1798 года возглавил 11-й гусарский полк, 22 мая 1799 года — 12-й гусарский полк. С мая 1800 года состоял в рядах Резервной армии и принял участие в Итальянской кампании Бонапарта против австрийцев, отличился в сражении при Маренго. В июле 1801 года был арестован вместе с генералом Доннадьё за республиканские и антибонапартистские высказывания и содержался в тюрьме Тампль.
16 мая 1802 года был выпущен из тюрьмы, и помещён под домашний арест в Перигё. В 1805 году возвратился в армию и с 11 марта 1805 года командовал отрядом из 600 человек в экспедиции контр-адмирала Магона на Мартинику, 30 сентября 1805 года определён в распоряжение морского министра, с 15 июня 1806 года служил в Неаполитанской армии, участвовал в кампаниях 1806 и 1807 годов, отличился в сражениях при Лории и при осаде Гаэты. 2 февраля 1807 года благодаря протекции своего друга Лассаля получает должность начальник штаба в его дивизии лёгкой кавалерии. Успешно действует в сражениях при Эйлау, Гуттштадте и Гейльсберге, за что 25 июня 1807 года повышается до бригадного генерала.
С 7 сентября 1808 года служил на Пиренейском полуострове в составе новой дивизии Лассаля. Вскоре за свои жёсткие и жестокие действия получил от испанцев прозвище «Демон». С 19 декабря 1808 года по 15 декабря 1809 года командовал 2-й бригадой 5-й драгунской дивизии Армии Испании. С 18 по 23 мая 1809 года с небольшими силами (3 батальона пехоты, 2 эскадрона гусар, 4 орудия) героически оборонял маленький городок Луго в северо-восточной Испании от бесконечных атак испанской армии генерала Махи, под началом которого было до 15 000 человек. Смог продержаться до подхода корпуса маршала Сульта. Затем сражался при Корунье. 23 августа возглавил два временных полка в Туре, 10 сентября — кавалерию 9-го корпуса генерала Друэ д’Эрлона, а с марта 1811 года — бригаду кавалерии 6-го корпуса в Армии Португалии. Отличился в сражении 5 мая 1811 года при Фуэнтес-де-Оньоро, где блестящей атакой смог прорвать три английских каре. 20 октября определён в состав Армии Арагона, но из-за болезни не смог вступить в должность и 31 декабря получил отпуск.
20 мая 1812 года был прикомандирован к Великой Армии и возглавил 31-й бригаду лёгкой кавалерии, состоявшую из баденских гусар, гессенских и вестфальских шеволежеров. Бригада входила в состав 9-го корпуса маршала Виктора. Принял участие в Русской кампании, ранен в бою под Чашниками (?) 31 октября, 11 ноября 1812 года произведён в дивизионные генералы. Отличился при Березине, где с 800 баденцами и гессенцами прикрывал переправу армии, провёл три отчаянные атаки против 5000 русских кавалеристов и в ходе боя потерял до 500 человек.
С 25 марта 1813 года командовал 6-й дивизией лёгкой кавалерии 3-го кавалерийского корпуса генерала Арриги, участвовал в Саксонской кампании, сражался при Гросберене и Лейпциге, 26 октября 1813 года был отстранён от службы в результате словесной ссоры с Наполеоном и до мая 1814 года находился под арестом. После реставрации Бурбонов, вернулся к активной службе.
С 1816 по 1820 год исполнял обязанности генерального инспектора кавалерии в различных военных округах, в 1819 году получил от короля Людовика XVIII титул графа, и разрешение присоединить к фамилии название родного города. Затем он принимает участие в разработке нового Военного кодекса. В 1820 году вышел в отставку. Умер 18 января 1827 года в Париже в возрасте 53 лет.
Фурнье-Сарловез был блестящим кавалерийским командиром, но имел привычку фрондировать и грубить в присутствии императора; внешне привлекательный и великолепно сложенный, он отличался буйным нравом, любовью к выпивке и женщинам, недаром одним из его близких друзей был знаменитый генерал Лассаль. Его тяга к дуэлям послужила сюжетом для фильма «Дуэлянты».
Он лежит рядом с другим офицером Санфурш, Анри.

## Воинские звания
- Младший лейтенант (25 января 1792 года);
- Лейтенант (15 февраля 1793 года);
- Командир эскадрона (12 сентября 1793 года);
- Полковник (17 октября 1797 года);
- Бригадный генерал (25 июня 1807 года);
- Дивизионный генерал (11 ноября 1812 года).

## Титулы
- Барон Фурнье-Сарловез и Империи (фр. baron Fournier-Sarlovèze et de l'Empire; декрет от 19 марта 1808 года, патент подтверждён 2 июля 1808 года);
- Граф Фурнье-Сарловез и Империи (фр. baron Fournier-Sarlovèze et de l'Empire; декрет в 1813 году, отозван 26 октября 1813 года);
- Граф Фурнье-Сарловез (фр. comte Fournier-Sarlovèze; 10 марта 1819 года).

## Награды
Легионер ордена Почётного легиона (6 июля 1807 года)
 Офицер ордена Почётного легиона (30 июня 1811 года)
 Коммандан ордена Почётного легиона (14 июля 1813 года)
 Кавалер военного ордена Святого Людовика (1819 год)
 Великий офицер ордена Почётного легиона (29 сентября 1826 года)